# Cirenaica Moreira Díaz
Cirenaica Moreira Díaz (La Habana, 27 de septiembre de 1969) es una artista visual.

## Biografía y trayectoria
Estudió en la Facultad de Artes Escénicas del Instituto Superior de Arte (ISA) de La Habana, donde se graduó como actriz en el año 1992.
Inició su carrera profesional en el campo de la fotografía y con temáticas inspiradas en su propia experiencia y biografía. Posteriormente experimentó con el performance y más tarde con la escultura. La fotografía es el medio o soporte que caracteriza su obra, si bien ella la considera una herramienta más. Sus exposiciones tienen alcance internacional, en países como Brasil, Perú, Estados Unidos, Austria y Alemania entre otros.
El panorama artístico cubano, en la década de los 90, se preocupó por el análisis del cuerpo femenino y al mismo tiempo realizó una revisión de las masculinidades a partir de tres elementosː sexualidad, género y raza. En este contexto, Moreira utiliza su propio cuerpo para transmitir emociones y sensaciones; crea una poética de universos surrealistas evocadores de otra época, donde las figuras humanas muestran expresiones crípticas o trágicas y provocan extrañeza y asombro en un ambiente escénico de irrealidad. De este modo, elabora "una fotografía altamente ligada a lo conceptual, en la que cada elemento aporta algo al significado general de su obra", como explica en su tesis Carlos Garrido Castellano.
El blanco y negro caracterizó su obra desde las exposiciones: Ojos que te vieron ir... (1994-1996), Lobotomía (1996-1997),Metallica (1998-1999) y Cartas desde el inxilio (1999-2002); Con el empeine al revés (2003-2006) inaugura el color en su obra, utilizando entonces tonalidades rosa para validar un imaginario en expansión cromática que alcanza una cierta apoteósis en su serie pos pandémica El nuevo orden (2022), dejándonos al descubierto un período de búsqueda o puente en Piel de vaca (2006-2009). 
El papel de las mujeres en la sociedad y la presencia femenina siempre están en la temática de su obra. La crítica reconoce en ella el discurso de género como un elemento constante, ya sea de manera explícita o más sutil, como en la polisémica fotografía Con cariño, desde la voz de la experiencia, de Cartas desde el inxilio, donde incluye la temática de la menstruación abierta a más interpretaciones.
Sobre sus creaciones, dice el pintor y crítico de arte Manuel López Oliva que Cirenaica es un “mundo” de caminos entrecruzados, poéticas combinadas, revelaciones inusitadas y subjetividad sorprendente. Y es que la crítica coincide en describir sus fotografías como historias hechas imágenes, donde lo fotografiado contibuye a contar la historia por la propia puesta en escena teatral que capta gestos como trazos de pintura. Según Mabel Llevat y a propósito de sus Cartas desde el inxlio, Moreira recuerda en su esencia dramática a la obra de Virgilio Piñera, donde la nada cotidiana y lo infrecuente se encuentran en ambientes habituales y corrientes. De ella comenta la teatróloga, historiadora y ensayistaRosa Ileana Boudetque "representa para la cámara, cambia los lugares de la acción, crea personajes, o se asume como uno de ellos, creando su atrezzoy vestuario; haciendo un recorrido personal y poético que sugiere múltiples presencias literarias, plásticas y humanas", donde persiste la idea de mezclar lo remoto con lo presente y lo bucólico con lo agresivo, conjugando una apariencia de neutralidad no amenazante con la intención expresa de desafiar esa percepción.
En 2021, tras ganar la beca literaria de Can Serrat de la Diputación provincial de Barcelona, inició una nueva etapa en su carrera, para escribir su novela Hasta que la muerte los separe.

## Exposiciones (selección)
Sus obras se incluyen an algunas colecciones públicas y privadas, en todo el mundo, como en la Biblioteca Nacional y la Fototeca de Cuba; Le Flles du Calvaire Gallerie, París; New York Art Museum; University of Virginia, Jordan Schniczer Museum of Art University of Oregon Lehigh University Art Gallery Pennsilvania Center for Cuban Studies; Fundación Arte Viva, Río de Janeiro; Mabel Suero de Gonzáles, España, y Graciela Crivelli, Argentina.

### Exposiciones individuales y colaboraciones
- 2015-2016ː Estas flores malsanas, Servando Gallery, La Habana (Cuba).[7]
- 2015 ːCuba-Alemania (con Sigfried Kaden), Nordheimer Scheune Gallery, Stuttgart (Alemania).
- 2014ː Ensayo de cuerpo para un baile solitario (con Maíra Ortins), Cultural Space Correos de Brasil, Fortaleza (Brasil).
- 2013ː Cirenaica Moreira, mas allá de la imagen fotográfica, Kitzbühel Country Club, Innsbruck (Austria).
- 2013ː Ambivalencia del cuerpo imaginario (con Maíra Ortins), El reino de este mundo Gallery, José Martí National Library, La Habana (Cuba).
- 2012ː Sin torres ni abedules, Collateral to 11th Habana Biennial, Fortress San Carlos de la Cabaña, La Habana (Cuba).
- 2011ː Black and white in color (con René Peña) en la Couturier Gallery, de Los Angeles (Estados Unidos).
- 2011ː Body memories (con Adonis Flores) en la Chashama Gallery de Nueva York (Estados Unidos).
- 2010ː Imágenes, L'escalier de L'Art, French Alliance of Cuba, La Habana (Cuba).
- 2010ː Piel de vaca, Servando Gallery, La Habana (Cuba), Excellences Virtual Gallery, Excellences Cultural Space, Madrid (España).
- 2010ː Sand immund, Gedok Gallery Munich (Alemania).
- 2009ː Cirenaica Moreiraː fotografías 1994-2006, Open Space Gallery, Revolución y Cultura, La Habana (Cuba).
- 2006ː Con el empeine al revés, 9th Havana Biennial, Havana Building, Miramar Business Center, La Habana (Cuba).
- 2005ː Sueños húmedosː documentación y memoria, IV Salón de Arte Contemporáneo, La Casona Gallery, La Habana (Cuba).
- 2004ː Cartas desde el inxilio, Romerías de Mayo, Latin America House, Holguin (Cuba).
- 2003ː Three Cuban Woman Photographersː Photography by Elsa Mora, Cirenaica Moreira and Marta María Pérez, Fraser Gallery, Washington.
- 2002ː Cartas desde el inxilio, La Casona Gallery, La Habana (Cuba).
- 2002ː Oro parece, International Colloquy of Eroticism and Representation of Woman in the Latin American and Caribbean  Culture, La Habana (Cuba).
- 2002ː Refrigerate After Opening, 106 Gallery, Austin Texas.
- 1999ː Metálica, Galería Habana, (Cuba).
- 1997ː Fotografía conceptual cubana. Caribbean Center of Photographic Creativity, Cancún (México).
- 1997ː Lobotomía, Fototeca de Cuba, La Habana (Cuba).
- 1995ː Ojos que te vieron ir... Open Space Gallery, Revolución y Cultura, La Habana (Cuba).

### Exposiciones colectivas
- 2022ː Articulando el activismo: Obras de la colección privada de Shelley y Donald Rubin.[8]
- 2021ː Palabras. El valor de la memoria.[9]
- 2020ː 10 de 500. La cuadratura del círculo[10]
- 2018ː Divertissement, exposición de arte cubano contemporáneo.[11]
- 2018ː Dividuos.[12]

- 2015ː Estrictamente Personal. En la Embajada de España en La Habana. AECID.[13] es un proyecto de la curadora cubana Cirenaica Moreira en el que participan las destacadas artistas plásticas cubanas Consuelo Castañeda, Marta María Pérez, Olympya Ortiz, Sandra Ceballos, Broselianda Hernández, Glenda León, Grethell Rasúa, Susana Pilar Delahante, Mabel Poblet y, como artista invitado, Lázaro Saavedra.

## Premios y reconocimientos
A lo largo de su carrera recibió varios premios.
- 2021ː Beca literaria Can Serrat
- 2016ː Fellowship Meeting Place, Fotofest International, Houston / The Foundation for Culture and Society, Nueva York
- 2013ː Artista en Residencia, Kitzbühel Country Club, Innsbruck, Austria. Primer lugar en la categoría de Exposición por Ambivalencia del cuerpo imaginario, con Maíra Ortins y Darys Vázquez, en Espacio Cultural de Correos y Telégrafos de Brasil, Unidad Fortaleza
- 1994ː Mención, II Salón de Pintura Juan David, Galería Juan David, La Habana
- 1992ː Mención de pintura, Salón 13 de Marzo, Galería L, La Habana